# Альбатрос (остров, Маврикий)
Альбатрос (фр. Île Albatross) — крупнейший остров в группе Каргадос-Карахос в Индийском океане. Площадь 1,01 км². Является частью Внешних островов Маврикия. Расположен в 300 километрах к северо-востоку от острова Маврикия. Необитаемый, до 1988 года на острове находилось поселение, ныне покинутое.